# Liste der Kulturdenkmale in Langenorla
Die Liste der Kulturdenkmale in Langenorla umfasst die als Einzeldenkmale, Bodendenkmale und Denkmalensembles erfassten Kulturdenkmale auf dem Gebiet der Gemeinde Langenorla im thüringischen Saale-Orla-Kreis (Stand: August 2022). Die Angaben in der Liste ersetzen nicht die rechtsverbindliche Auskunft der zuständigen Denkmalschutzbehörde.

## Legende
- Bild: zeigt ein Bild des Kulturdenkmals und gegebenenfalls einen Link zu weiteren Fotos des Kulturdenkmals im Medienarchiv Wikimedia Commons
- Bezeichnung: Name, Bezeichnung oder die Art des Kulturdenkmals
- Lage: Wenn vorhanden Straßenname und Hausnummer des Kulturdenkmals; Grundsortierung der Liste erfolgt nach dieser Adresse. Der Link Karte führt zu verschiedenen Kartendarstellungen und nennt die Koordinaten des Kulturdenkmals.
 Kartenansicht, um Koordinaten zu setzen – in dieser Kartenansicht sind Kulturdenkmale ohne Koordinaten mit einem roten bzw. orangen Marker dargestellt und können in der Karte gesetzt werden. Kulturdenkmale ohne Bild sind mit einem blauen bzw. roten Marker gekennzeichnet, Kulturdenkmale mit Bild mit einem grünen bzw. orangen Marker.
- Datierung: gibt das Jahr der Fertigstellung beziehungsweise das Datum der Erstnennung oder den Zeitraum der Errichtung an
- Beschreibung: bauliche und geschichtliche Einzelheiten des Kulturdenkmals, vorzugsweise die Denkmaleigenschaften
- ID: Die ID identifiziert das Kulturdenkmal eindeutig. In Thüringen sind aktuell keine IDs veröffentlicht. In der ID-Spalte kann sich auch folgendes Icon  befinden, dies führt zu Angaben zu diesem Kulturdenkmal bei Wikidata.

## Kulturdenkmale nach Ortsteilen

### Kleindembach
| Bild                                    | Bezeichnung                                                                                            | Lage                                         | Datierung | Beschreibung                          | ID |
| --------------------------------------- | --- | -------------------------------------------- | --------- | ------------------------------------- | -- |
| weitere Bilder Fotos hochladen          | Kirche mit Ausstattung, Kirchhof und Einfriedung                                                       | (Karte)                                      |           |                                       |    |
| Direkt Bild zu diesem Denkmal hochladen | Gehöft                                                                                                 | Dorfstraße 11                                |           |                                       |    |
| Direkt Bild zu diesem Denkmal hochladen | Bohlenstube mit Dachstuhl                                                                              | Jenaer Straße 3                              |           |                                       |    |
| Direkt Bild zu diesem Denkmal hochladen | Gasthof mit Nebengebäude                                                                               | Jenaer Straße 7                              |           |                                       |    |
| Direkt Bild zu diesem Denkmal hochladen | Industriewasserwerk                                                                                    | Langendembacher Straße 17                    | 1927      |                                       |    |
| Direkt Bild zu diesem Denkmal hochladen | Gedenkstätte für 152 slowakische Zwangsarbeiter                                                        | Friedhof (Werner-Seelenbinder Weg)           |           |                                       |    |
| Direkt Bild zu diesem Denkmal hochladen | Hoheitsstein Herzogtum Sachsen-Altenburg/Gemarkungsgrenze zu Schweinitz                                | Straße nach Pößneck (westliche Straßenseite) |           |                                       |    |
| Fotos hochladen                         | Bahnhof/Haltepunkt Langenorla Ost (Empfangsgebäude mit Güterschuppen und Rampe sowie Toilettengebäude) | An der Bahn 4 (Karte)                        |           |                                       |    |
| Direkt Bild zu diesem Denkmal hochladen | Altes Bahnwärterhaus mit Nebengebäude                                                                  | An der Bahn 6                                |           |                                       |    |
| Direkt Bild zu diesem Denkmal hochladen | Grabstätte KZ-Häftlinge                                                                                | Friedhof (Werner-Seelenbinder Weg)           |           | Umbettung aus Langenorla 2015 erfolgt |    |
| BW                                      | Wälle und Gräben einer mittelalterlichen Burg                                                          | (Karte)                                      |           | Bodendenkmal                          |    |

### Langendembach
| Bild                                    | Bezeichnung                                                      | Lage           | Datierung | Beschreibung | ID |
| --------------------------------------- | ---------------------------------------------------------------- | -------------- | --------- | ------------ | -- |
| weitere Bilder Fotos hochladen          | Kirche mit Ausstattung, Friedhof, Einfriedung und Kriegerdenkmal | (Karte)        |           |              |    |
| Direkt Bild zu diesem Denkmal hochladen | Gehöft                                                           | Ortsstraße 11  |           |              |    |
| Direkt Bild zu diesem Denkmal hochladen | ehemaliger Pfarrhof                                              | Ortsstraße 49  |           |              |    |
| Direkt Bild zu diesem Denkmal hochladen | ehemaliges Forsthaus                                             | Ortsstraße 73  |           |              |    |
| Direkt Bild zu diesem Denkmal hochladen | Wohnhaus                                                         | Ortsstraße 76c |           |              |    |

### Langenorla
| Bild                                    | Bezeichnung                                                                    | Lage               | Datierung | Beschreibung                                                                                           | ID |
| --------------------------------------- | ------------------------------------------------------------------------------ | ------------------ | --------- | --- | -- |
| Direkt Bild zu diesem Denkmal hochladen | Evangelisch-lutherisches Pfarramt mit Nebengebäude, Grundstück und Einfriedung | Ortsstraße 18      |           | |    |
| Direkt Bild zu diesem Denkmal hochladen | alte Schmiede                                                                  | Ortsstraße 19      |           | |    |
| Direkt Bild zu diesem Denkmal hochladen | ehemaliger Gutshof                                                             | Ortsstraße 44      |           | |    |
| Direkt Bild zu diesem Denkmal hochladen | Herrenhaus                                                                     | Ortsstraße 85      |           | |    |
| Direkt Bild zu diesem Denkmal hochladen | Schulgebäude                                                                   | Ortsstraße 87      | 1917      | |    |
| weitere Bilder Fotos hochladen          | Kirche mit Ausstattung, Leichenhalle mit Ausstattung, Friedhof und Einfriedung | Ortsstraße (Karte) |           | |    |
| Direkt Bild zu diesem Denkmal hochladen | Grabstätte für KZ-Häftlinge                                                    | Friedhof           |           | Umbettung auf den Friedhof nach Kleindembach am 29. September 2015 erfolgt (siehe auch #Kleindembach). |    |
| Direkt Bild zu diesem Denkmal hochladen | Hohheitsstein Herzogtum Sachsen-Altenburg                                      | vor Ortstraße 108  |           | |    |
| BW                                      | Wallanlage Schimmersburg                                                       | (Karte)            |           | Bodendenkmal                                                                                           |    |